# Neue Universität (Heidelberg)

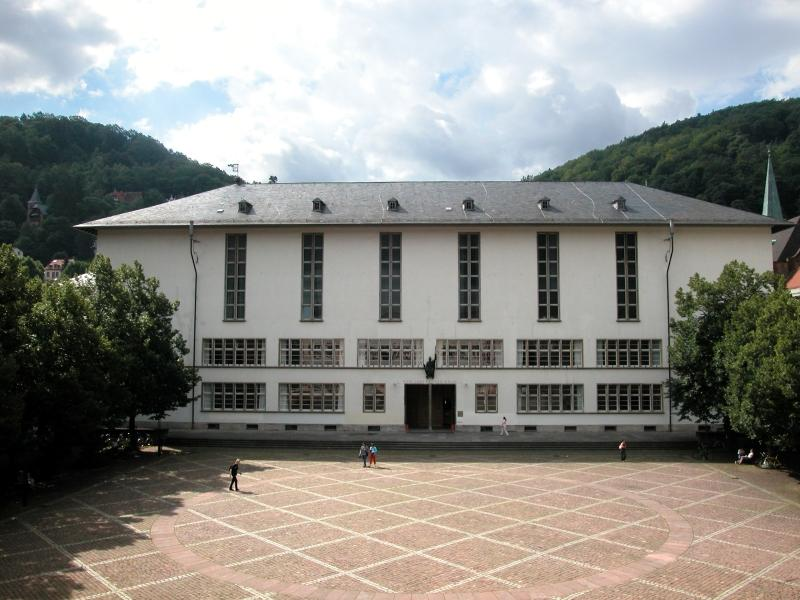
Die Neue Universität, im Bildhintergrund links der Ausläufer des Königstuhls und rechts im Bild der Gaisberg

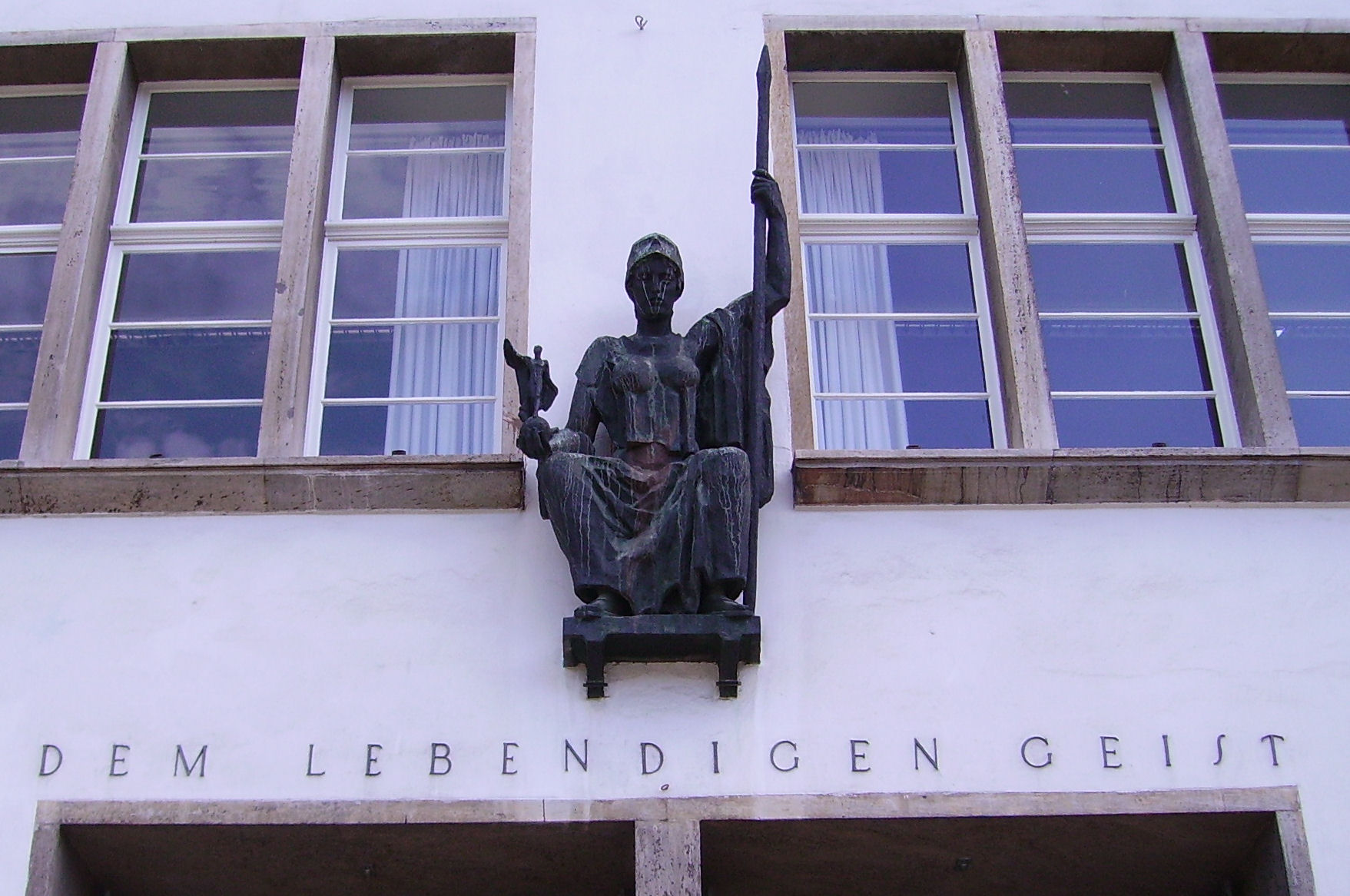
Die Bronze der Pallas Athena von Karl Albiker über dem Portal, darunter das Epigramm Dem Lebendigen Geist von Friedrich Gundolf

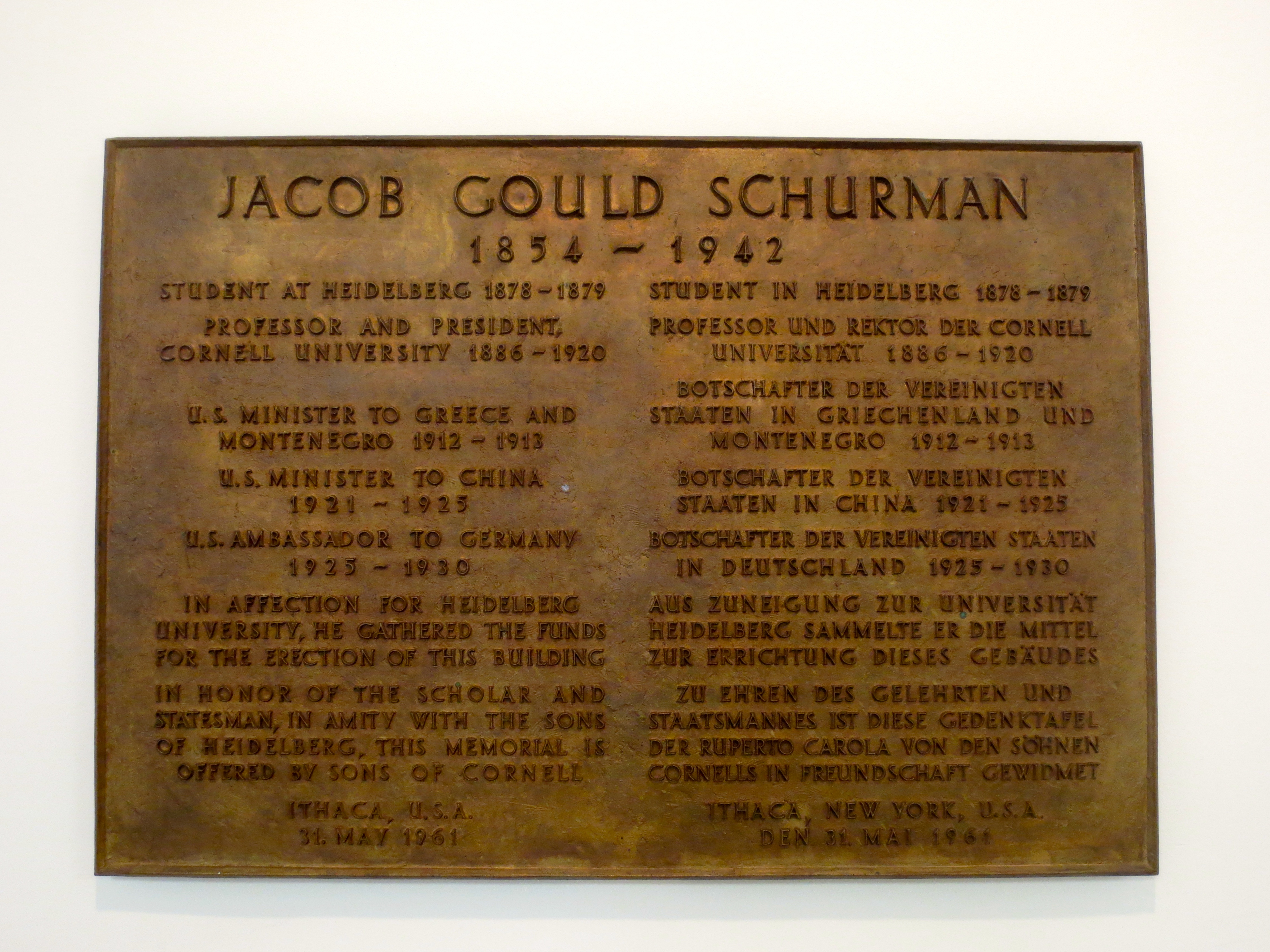
Gedenktafel für Jacob Gould Schurman in der Neuen Universität, gestiftet von den Söhnen ihrer Alma Mater der Cornell University, in Freundschaft den Söhnen der Alma Mater Ruperto Carola gewidmet.

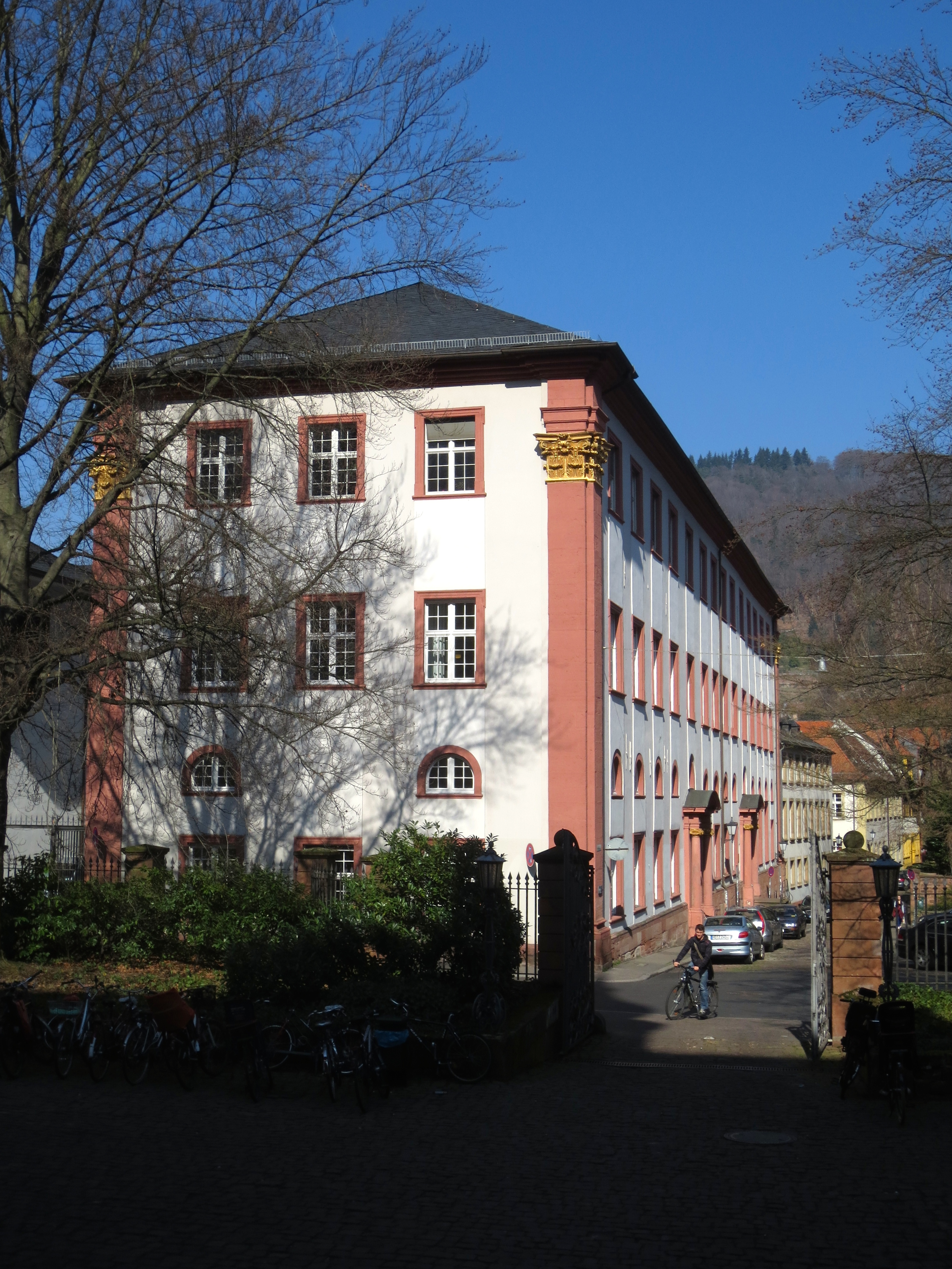
Das ehemalige Jesuiten-Kolleg in der Schulgasse begrenzt mit seiner Längsseite die östliche Platzwand des Innenhofes der Neuen Universität

Die Neue Universität ist ein denkmalgeschützter Gebäudekomplex der Universität Heidelberg in der Heidelberger Altstadt, am Universitätsplatz, der Grabengasse und der Seminarstraße gelegen. Die dreiflügelige Anlage befindet sich unweit der von 1712 bis 1735 errichteten Alten Universität. In dem Gebäudetrakt, der den Universitätsplatz im Süden begrenzt, befinden sich der Haupteingang und die Neue Aula. Die Neue Universität wurde in zwei Bauabschnitten errichtet. 1930/31 wurde das Hauptgebäude und der Westflügel erbaut und im Jahr 1934 der Südflügel. Entwurf und Baupläne stammen von Karl Gruber, der auch die Bauleitung für das Projekt ausübte.

## Geschichte
Initiator für den Bau der Neuen Universität war der Amerikaner Jacob Gould Schurman, ehemaliger Student der Universität Heidelberg und späterer Botschafter der Vereinigten Staaten von Nordamerika in Berlin. Schurman startete eine Spendenaktion, um die in Heidelberg dringend benötigten Hörsaalkapazitäten zu schaffen. Als Mäzene für das Unterfangen konnte Schurman auch Walter P. Chrysler und John D. Rockefeller gewinnen. Im Dezember 1928 konnte Schurmann das Ergebnis seiner Spendenaktion von mehr als einer halben Million Dollar präsentieren. 1928 wurde ein beschränkter Wettbewerb ausgelobt, an dem u. a. Paul Schmitthenner und Emil Fahrenkamp teilnahmen. Das Preisgericht, dem u. a. Paul Bonatz, Heinrich Tessenow und Georg Steinmetz angehörten, entschied sich für den Vorschlag von Karl Gruber. Der engere Senat der Universität Heidelberg beschließt im Dezember 1928, das Wettbewerbsgelände künftig 'Neue Universität' zu nennen. Da Schurman anstelle des Alten Amthauses eine neue 'University Hall' (Aula) wünschte, musste Gruber seinen Vorschlag überarbeiten.
Mit den Bauarbeiten für das neue Gebäude konnte 1930 begonnen werden. Der badische Regierungsbaumeister Karl Gruber, der bei Friedrich Ostendorf an der TH Karlsruhe Architektur studierte, promovierte und ab 1925 als Professor für mittelalterliche Baukunst und Entwerfen an der TH Danzig lehrte, gestaltete den neuen Universitätskomplex als eine „zeitgemäße und sachliche Architektur, aber nicht im Sinne der Moderne“, die ihre architektonischen Visionen unter Verwendung der technischen, damals neuen, Baumaterialien Stahl, Glas und bewehrtem Beton verwirklichte.

### Baubeschreibung
Gruber arbeitete mit traditionellen Baustoffen. Der Gebäudekomplex der Neuen Universität ist ein verputzter Mauerwerksbau mit einem flachgeneigten Walmdach. Der Dachstuhl und die Gauben sind mit Schindeln aus Schiefer eingedeckt. Das Sockelgeschoss der dreiflügeligen Gebäudeanlage ist zum Universitätsplatz, der Grabengasse und der Seminarstraße hin mit gräulichem, ungespachteltem Travertin in abgestuftem Höhenverlauf verkleidet.
Vom Universitätsplatz führen breit angelegte Stufen über einen großen Vorplatz auf das südlich gelegene, den Platz begrenzende Hauptgebäude der Neuen Universität. Eingangsportal, Treppenstufen, Vorplatz, Türlaibung und Sturz des Portals wurden ebenfalls aus ungespachteltem Travertin gestaltet.
Von der Grabengasse gibt es einen Durchgang zum Innenhof der Neuen Universität. Auch hier wurden vom Architekten für die Verkleidung der Wandflächen, Laibungen und Stürze auf der Hof- und Straßenseite, sowie für den Bodenbelag im Durchgangsbereich zum Innenhof der gräuliche, ungespachtelte Travertin gewählt.
Gruber wiederholte die Verwendung von Travertin als bautechnisch und optisch strukturierendes Element an sämtlichen Fensterlaibungen, Türlaibungen, Stürzen, Außenfensterbänken und den umlaufenden Gesimsen an der Fassade der Neuen Universität.
Die Bronzeplastik der Pallas Athena über dem Portal wurde von Karl Albiker geschaffen. Mit ihren 14 Hörsälen, der Neuen Aula und dem Senatssaal ist die Neue Universität das größte Hörsaalgebäude auf dem Campus in der Heidelberger Altstadt.

### Der Hexenturm
Der Hexenturm, ehemals Teil der Stadtbefestigungsanlage aus dem 13. Jahrhundert, wurde in die Architektur des neu erbauten Gebäudekomplexes einbezogen und verbindet die Gebäudeabschnitte, die rechtwinkelig an der Grabengasse und der Seminarstraße gelegen sind, wodurch das mittelalterliche Turmgebäude mit seiner die beiden Gebäudekomplexe verbindenden offenen Treppenhausanlage ein Bindeglied geworden ist.

### Veränderungen während der Zeit des Nationalsozialismus
Während der Zeit des Nationalsozialismus in Deutschland wurde die Bronze der Pallas Athena über dem Haupteingang der Neuen Universität gegen den Reichsadler mit Hakenkreuz ausgetauscht. Die Inschrift „Dem lebendigen Geist“, formuliert von Friedrich Gundolf, wurde in „Dem deutschen Geist“ geändert. Eine Büste von Jacob Gould Schurman, die ihm zu Ehren in der Neuen Aula platziert worden war, wurde durch eine Hitler-Büste ersetzt.

### Die Zeit nach der Wiedereröffnung der Universität
Nach dem Ende des Zweiten Weltkrieges, der nationalsozialistischen Diktatur und der Wiedereröffnung der Universität zum Wintersemester 1945/46, wurde die Bronze der Pallas Athena wieder an ihrem bestimmten Platz über dem Haupteingang angebracht, und auch die Büste von Jacob Gould Schurman erhielt ihren Platz in der Neuen Universität zurück.
Für den Bau eines Tiefmagazins der Universitätsbibliothek wurden 1986/87 archäologische Ausgrabungen durch das Landesdenkmalamt Baden-Württemberg im Hof der Neuen Universität notwendig. Demnach war das Gelände seit dem späten 12. Jahrhundert besiedelt ehe hier das Augustinerkloster errichtet wurde.
In den Jahren von 2009 bis 2011 wurde die Neue Universität grundlegend modernisiert, die technischen Voraussetzungen für einen zeitgemäßen Lehrbetrieb wurden geschaffen und mit Hilfe der finanziellen Unterstützung namhafter Spender konnte auch der Innenhof neu gestaltet werden.

## Orgel der neuen Aula
Die große Orgel in der Neuen Aula wurde 1964 von der Orgelbaufirma Weigle erbaut. Das Instrument hatte zunächst 53 Register auf drei Manualwerken und Pedal. 2011 wurde das Instrument von dem Orgelbauer Thomas Jann und der Orgelbauwerkstatt Mühleisen (Leonberg) reorganisiert und erweitert. Das Instrument hat heute 63 Register auf drei Manualwerken und Pedal, und weitere 6 Register in einem Solowerk, welches an alle Manuale und das Pedal frei koppelbar ist.
| I Hauptwerk C–g3 |             |        |     |
| 1.               | Prinzipal   | 16′    |     |
| 2.               | Prinzipal   | 08′    |     |
| 3.               | Rohrflöte   | 08′    |     |
| 4.               | Gambe       | 08′    | (n) |
| 5.               | Oktave      | 04′    |     |
| 6.               | Blockflöte  | 04′    |     |
| 7.               | Quinte      | 02 ⁄3′ |     |
| 8.               | Oktave      | 02′    | (n) |
| 9.               | Kornett III | 02 ⁄3′ |     |
| 10.              | Mixtur V    | 02′    |     |
| 11.              | Trompete    | 08′    | (n) |

| II Schwellwerk Nr. 1 C–g3 |                    |         |     |
|                           | Windlade A         |         |     |
| 12.                       | Bordun             | 16′     |     |
| 13.                       | Prinzipal          | 08′     |     |
| 14.                       | Flut major         | 08′     |     |
| 15.                       | Oktave             | 04′     |     |
| 16.                       | Prinzipalmixtur    | 02 ⁄3′  |     |
| 17.                       | Bombarde           | 16′     |     |
|                           |                    |         |     |
|                           | Windlade B         |         |     |
| 18.                       | Metallgedeckt      | 08′     |     |
| 19.                       | Spitzgambe         | 08′     |     |
| 20.                       | Unda Maris (ab e0) | 08′     | (n) |
| 21.                       | Koppelflöte        | 04′     |     |
| 22.                       | Dolce              | 04′     | (n) |
| 23.                       | Spitzflöte         | 02′     |     |
| 24.                       | Terz None II       | 01 3⁄5′ |     |
| 25.                       | Oktave             | 01′     |     |
| 26.                       | Zimbel III         | 01⁄2′   |     |
| 27.                       | Echotrompete       | 08′     |     |
| 28.                       | Clairon            | 04′     |     |
|                           | Tremulant          |         |     |

| III Schwellwerk Nr. 2 C–g3 |                  |         |     |
|                            | Windlade A       |         |     |
| 29.                        | Viola            | 16′     | (n) |
| 30.                        | Hornprinzipal    | 08′     | (n) |
| 31.                        | Flute harmonique | 08′     | (n) |
| 32.                        | Aeoline          | 08′     | (n) |
| 33.                        | Harfpfeife       | 08′     |     |
| 34.                        | Violine          | 04′     | (n) |
| 35.                        | Traversflöte     | 04′     | (n) |
| 36.                        | Flachflöte       | 02′     |     |
| 37.                        | Oboe             | 08′     | (n) |
|                            |                  |         |     |
|                            | Windlade B       |         |     |
| 38.                        | Bordun           | 08′     |     |
| 39.                        | Prinzipal        | 04′     |     |
| 40.                        | Rohrflöte        | 04′     |     |
| 41.                        | Nasard           | 02 ⁄3′  |     |
| 42.                        | Doublette        | 02′     |     |
| 43.                        | Terz             | 01 3⁄5′ |     |
| 44.                        | Larigot          | 01 ⁄3′  |     |
| 45.                        | Scharf IV        | 02⁄3′   |     |
| 46.                        | Cromorne         | 08′     |     |
| 47.                        | Rohrschalmei     | 04′     |     |
|                            | Tremulant        |         |     |

| Pedalwerk C–f1 |                           |        |
| 48.            | Resultant                 | 64′    |
| 49.            | Untersatz (Ext. Nr. 51)   | 32′    |
| 50.            | Theorbe                   | 32′    |
| 51.            | Prinzipalbass             | 16′    |
| 52.            | Subbass                   | 16′    |
| 53.            | Violabass (= Nr. 29)      | 16′    |
| 54.            | Oktavbass                 | 08′    |
| 55.            | Gedecktbass (Ext. Nr. 52) | 08′    |
| 56.            | Gemshorn                  | 08′    |
| 57.            | Choralbass                | 04′    |
| 58.            | Rauschwerk IV             | 02 ⁄3′ |
| 59.            | Sordun                    | 32′    |
| 60.            | Posaune                   | 16′    |
| 61.            | Trompete                  | 08′    |
| 62.            | Clairon                   | 04′    |
| 63.            | Singend Cornett           | 02′    |

| Solo C–g3 |                       |     |     |
| 64.       | Ruprecht-Karl-Fanfare | 16′ | (n) |
| 64.       | Ruprecht-Karl-Fanfare | 08′ | (n) |
| 64.       | Ruprecht-Karl-Fanfare | 04′ | (n) |
| 65.       | Klarinette            | 16′ | (n) |
| 65.       | Klarinette            | 08′ | (n) |
| 66.       | Röhrenglocken         |     | (n) |

- Anmerkung

(n) = neues Register (2011)

## Galerie

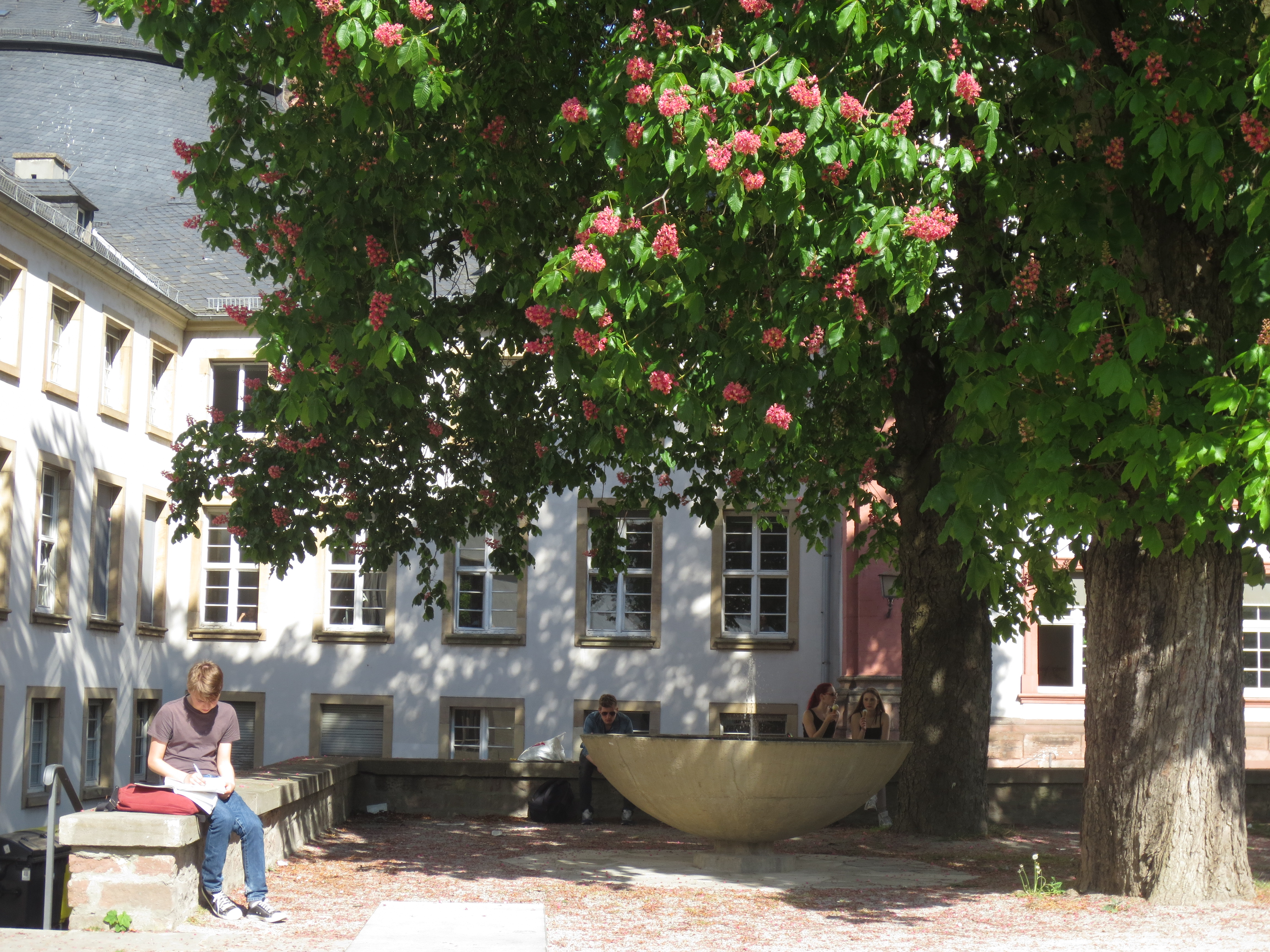
Kastanie und Brunnen im Innenhof Blick auf Gebäude Marsiliusplatz und Schulgasse
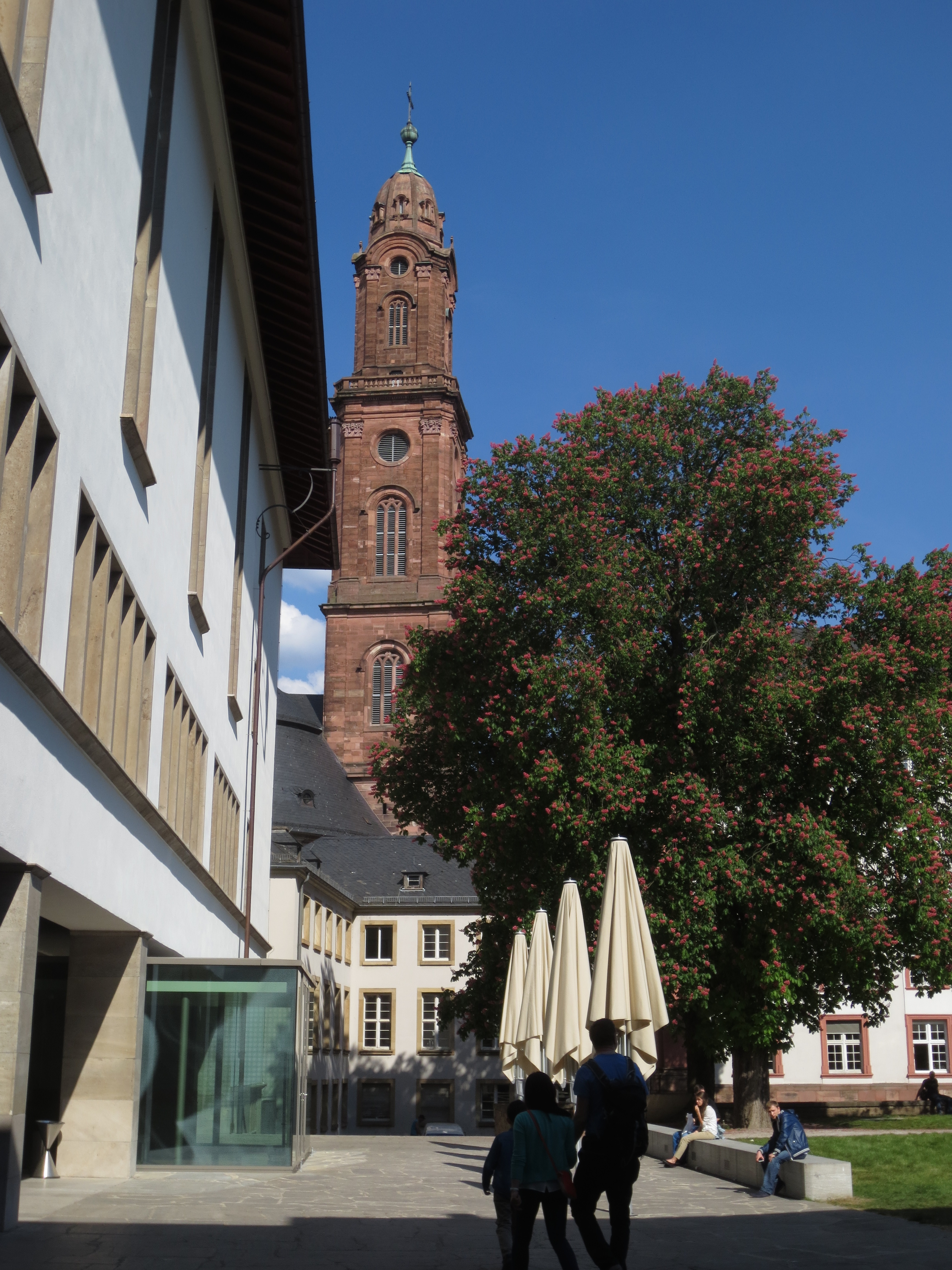
Durchgang Grabengasse zur Terrasse des Hauptgebäudes und dem Innenhof
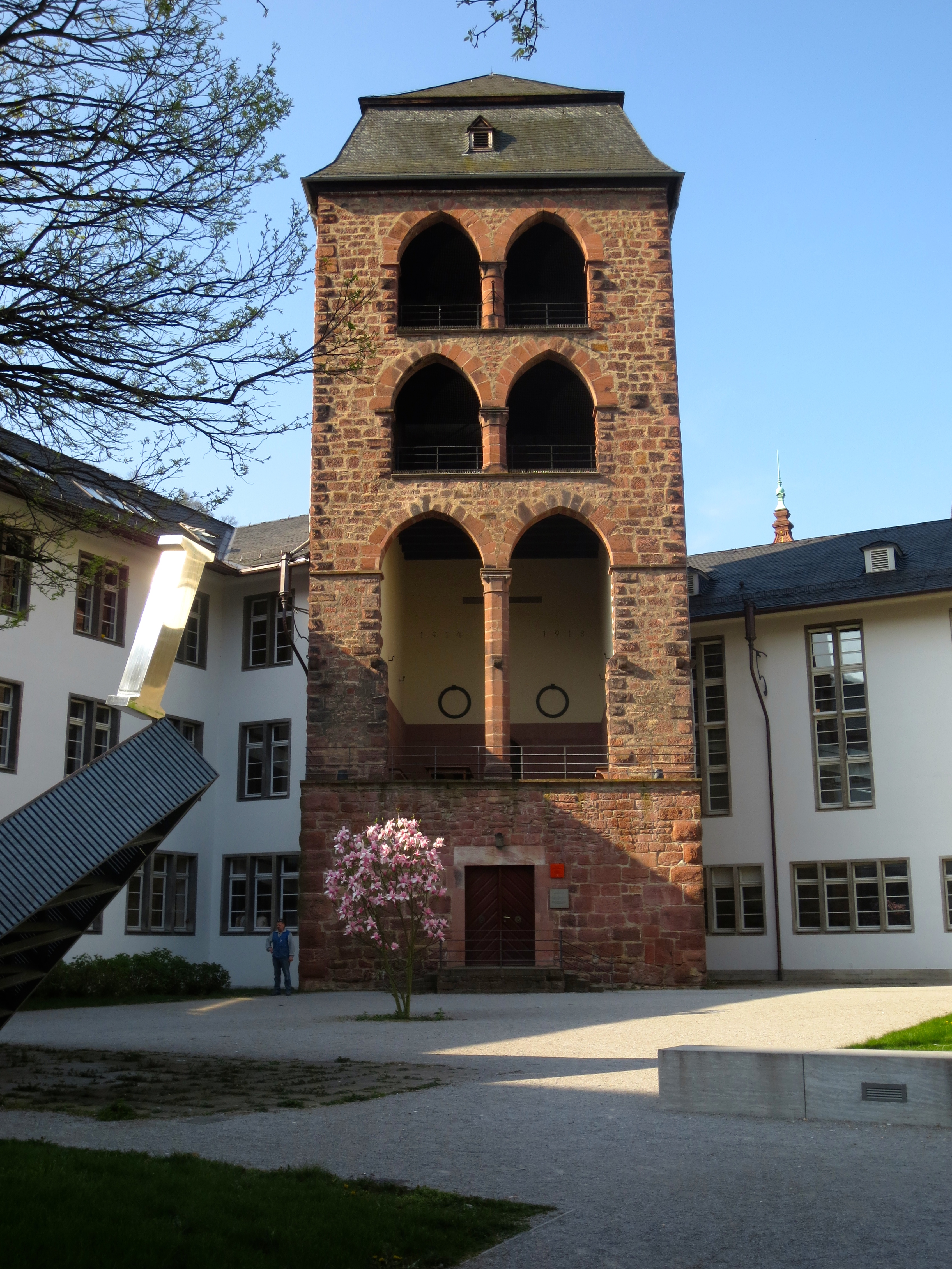
Blick vom Jesuiten-Kolleg auf die Plastik und den Hexenturm im Innenhof
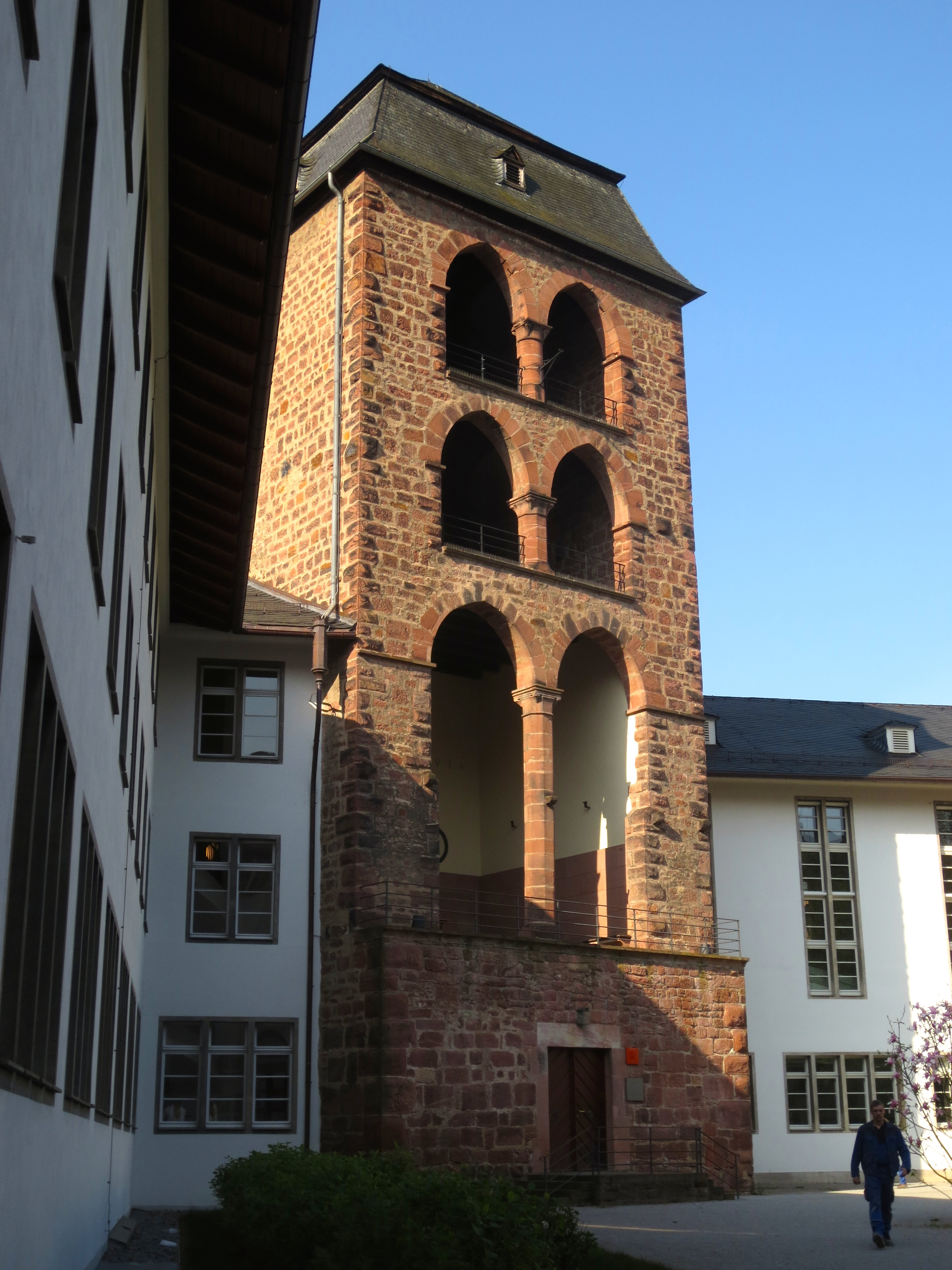
Der Hexenturm verbindet Historisches Seminar und Gebäude Grabengasse
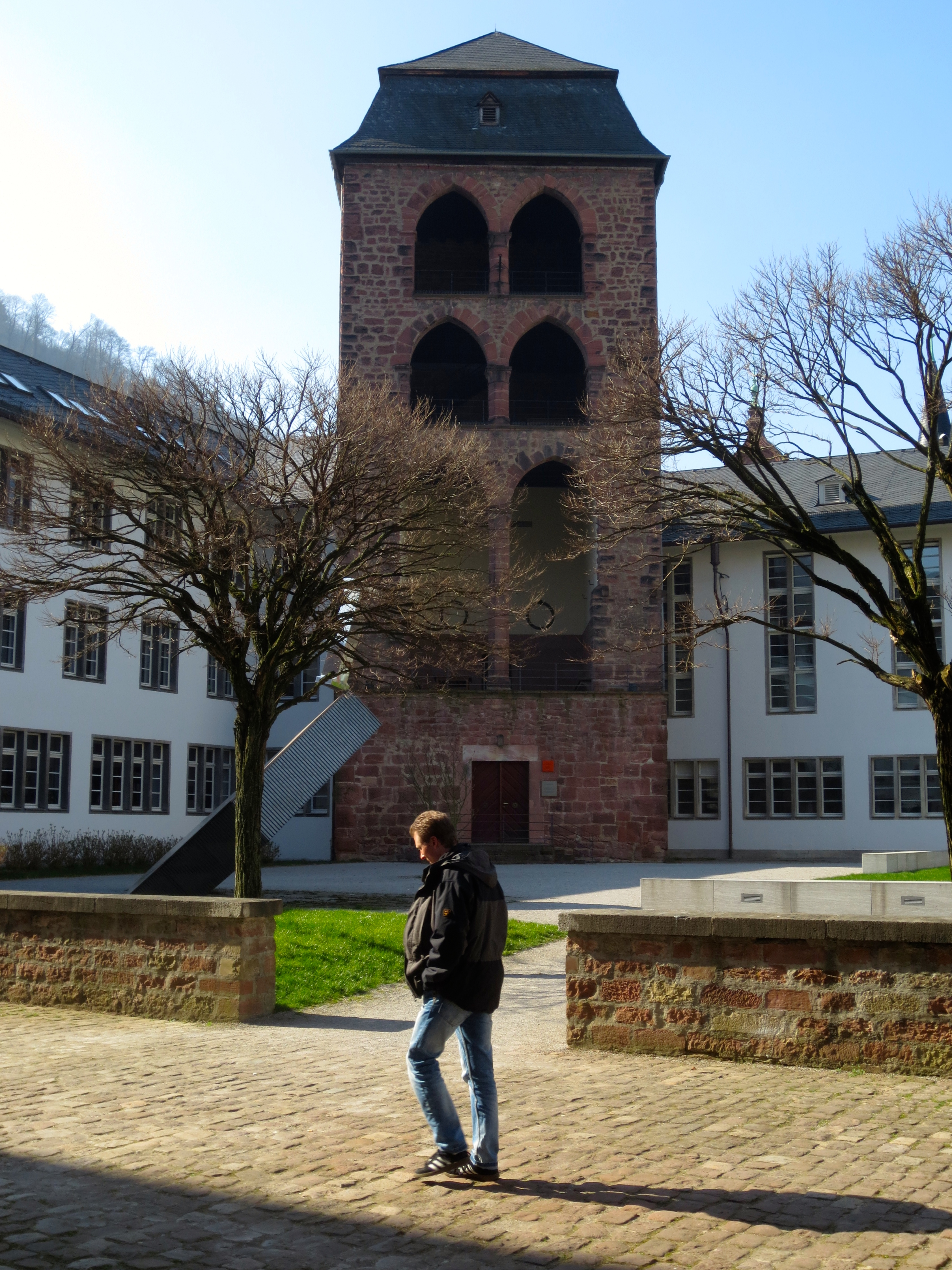
Verbindungsweg Marsiliusplatz Seminarstraße entlang des Innenhofes
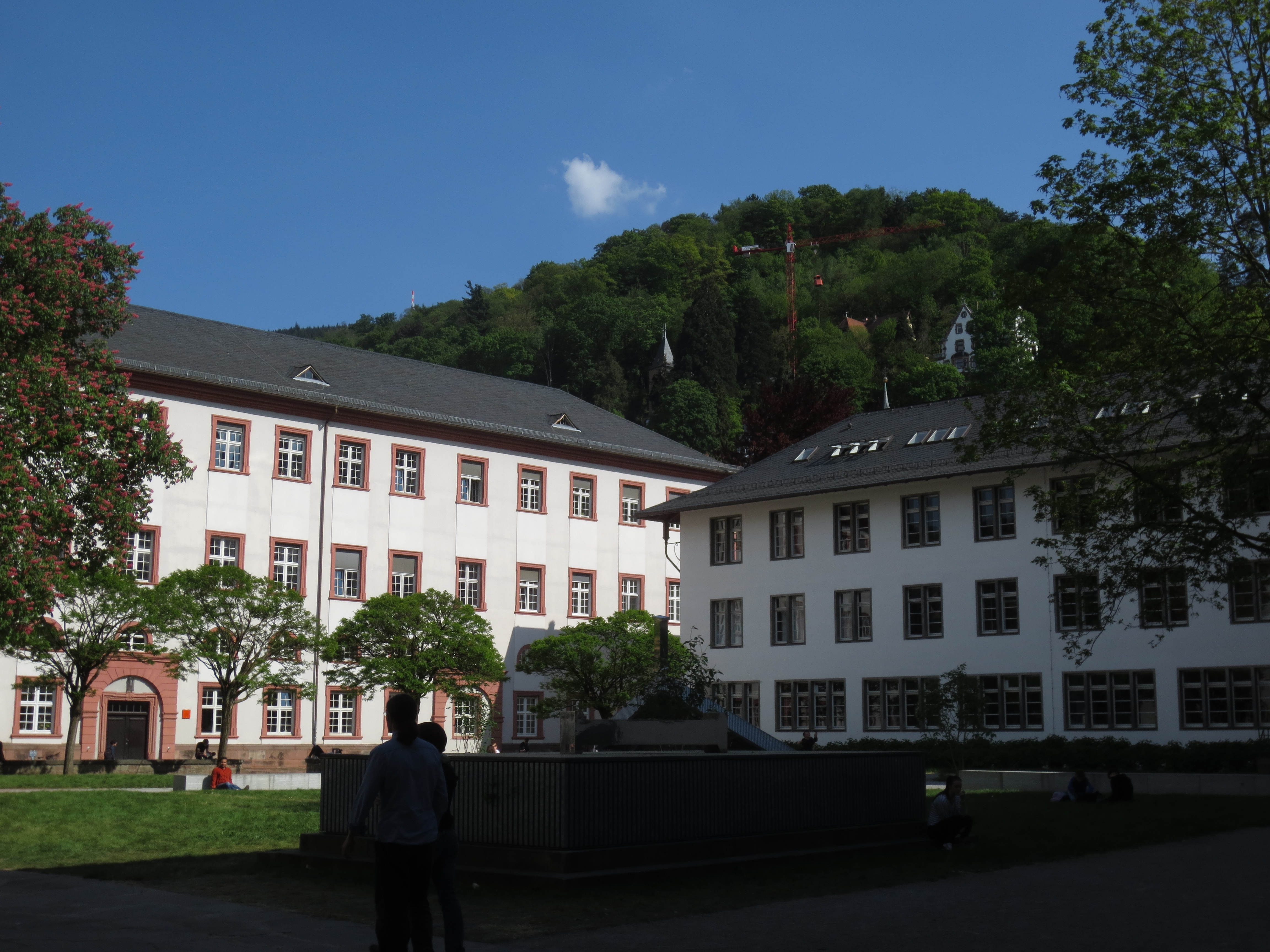
Jesuiten-Kolleg und Historisches Seminar der Universität im Innenhof
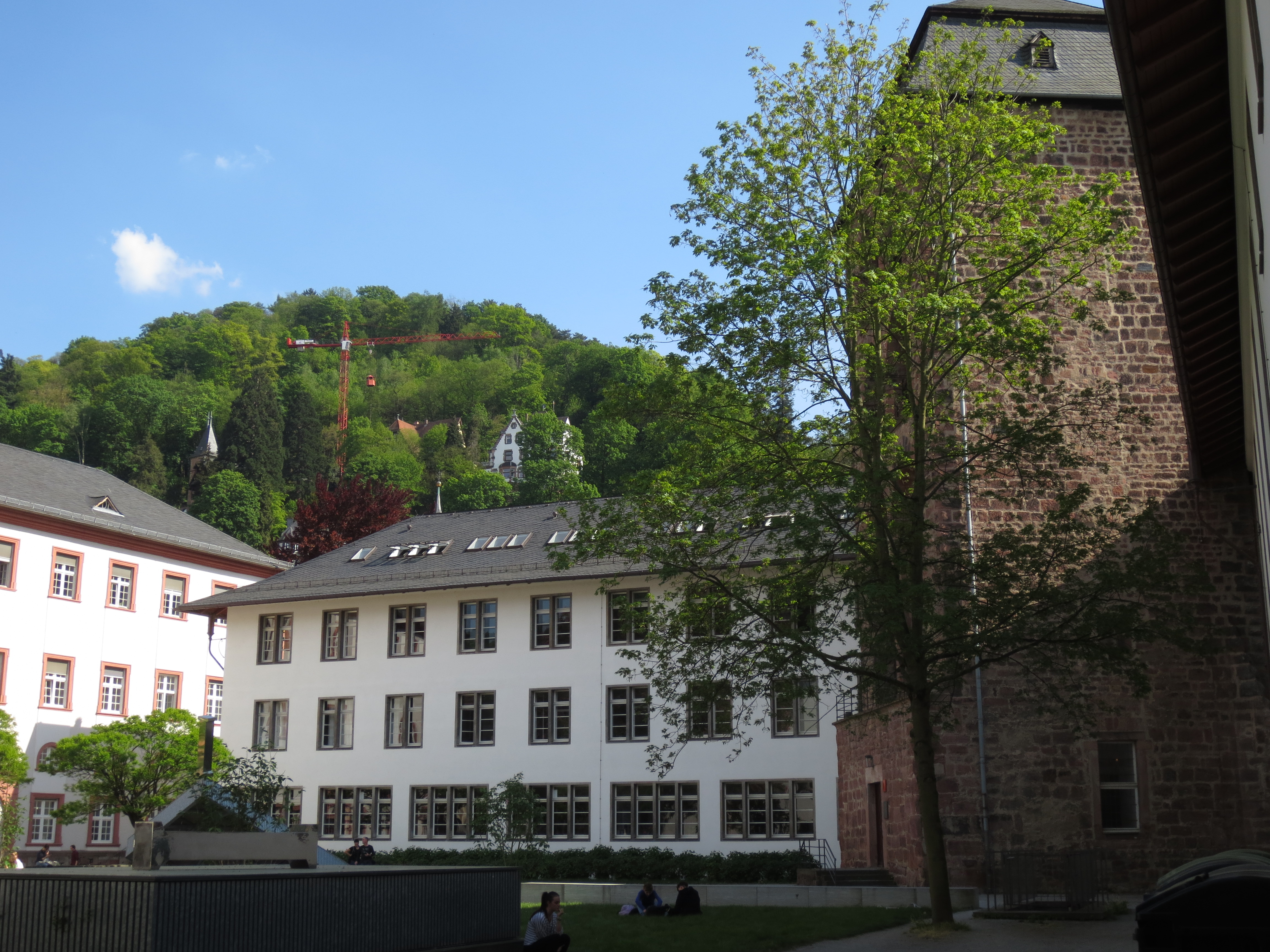
Blick vom Durchgang Grabengasse auf den Hexenturm im Innenhof
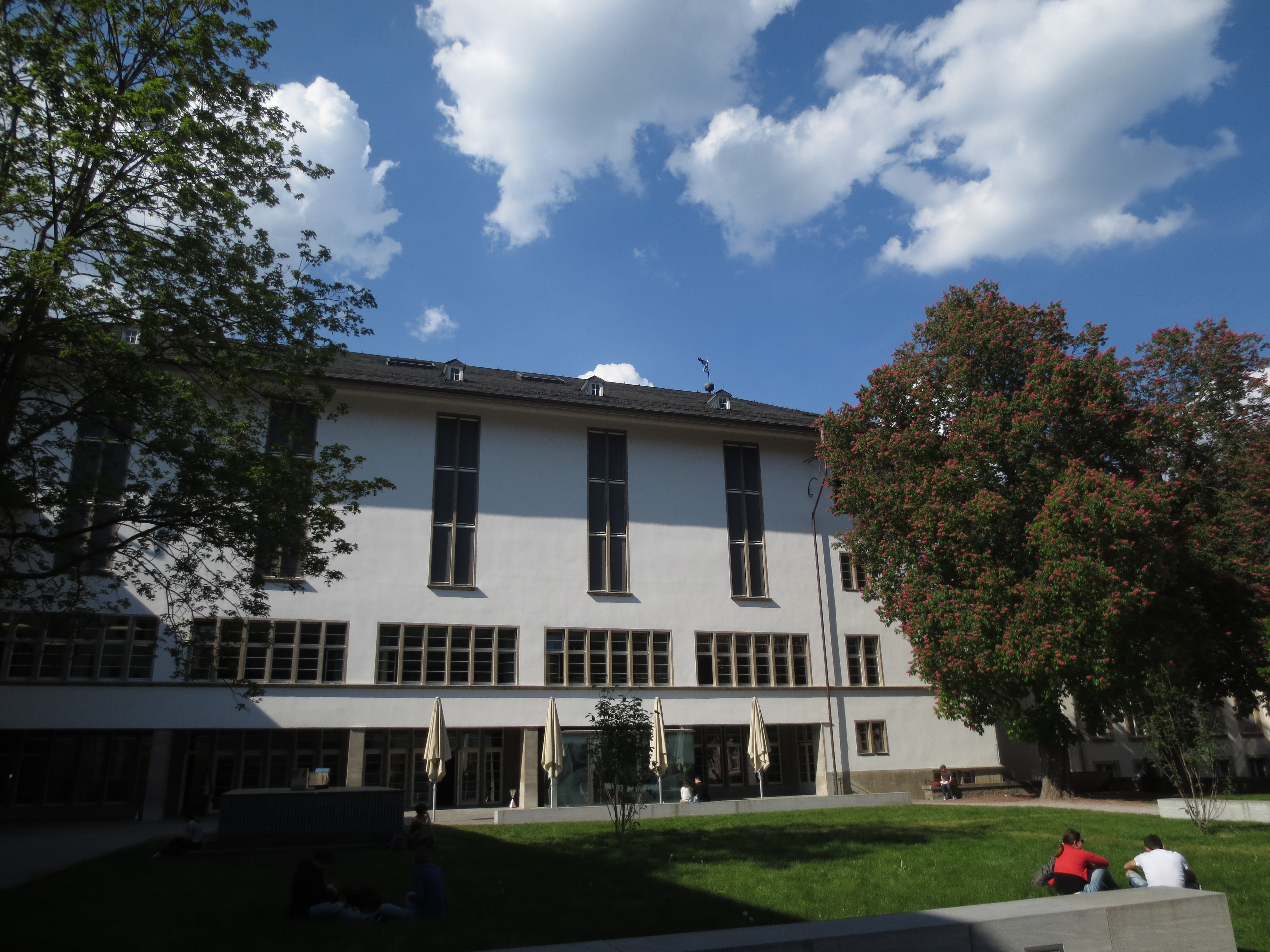
Blick auf Hauptgebäude Gartenseite mit Innenhof der Universität
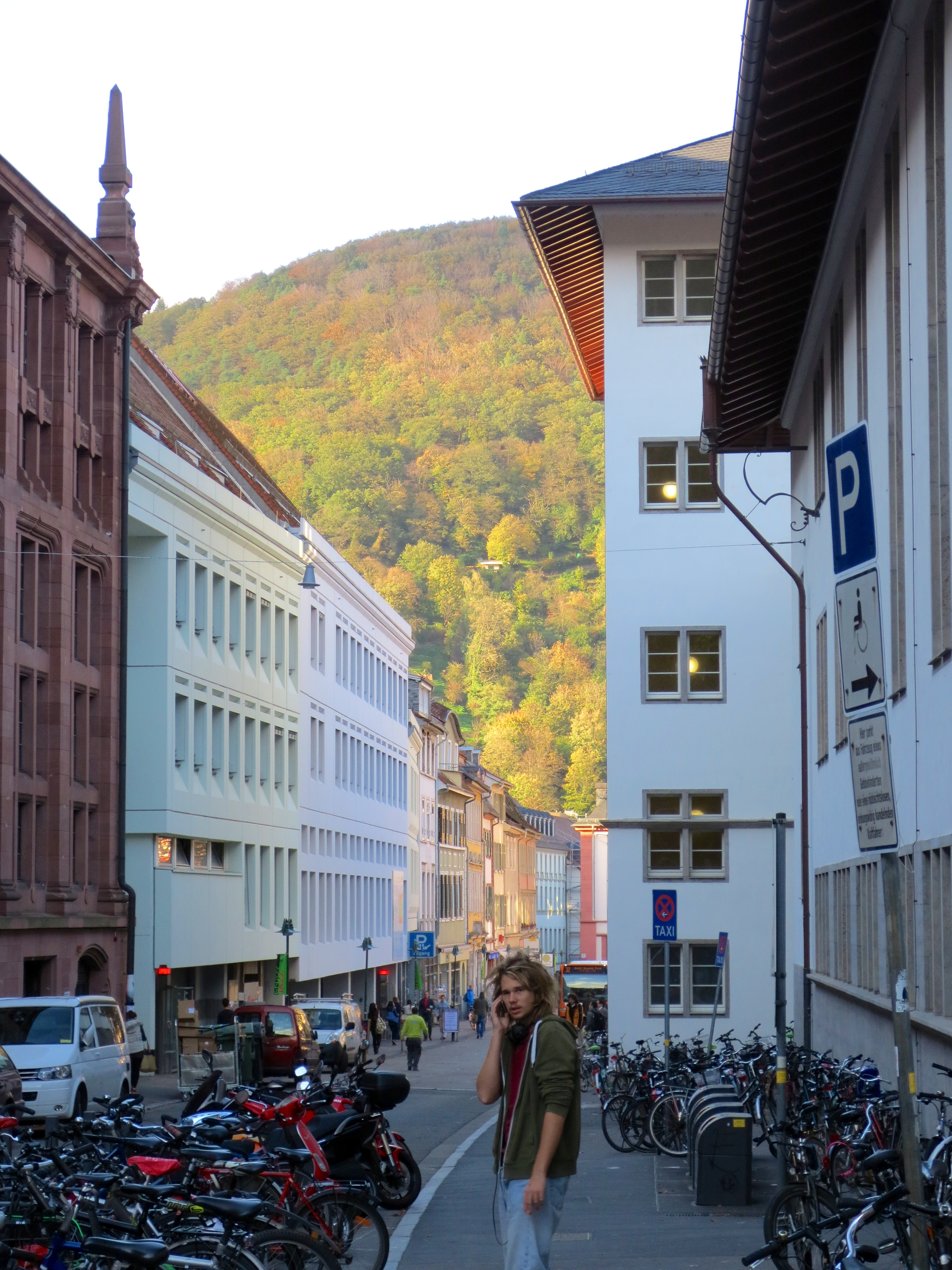
Blick in die Grabengasse mit der Straßenfront der Neuen Universität
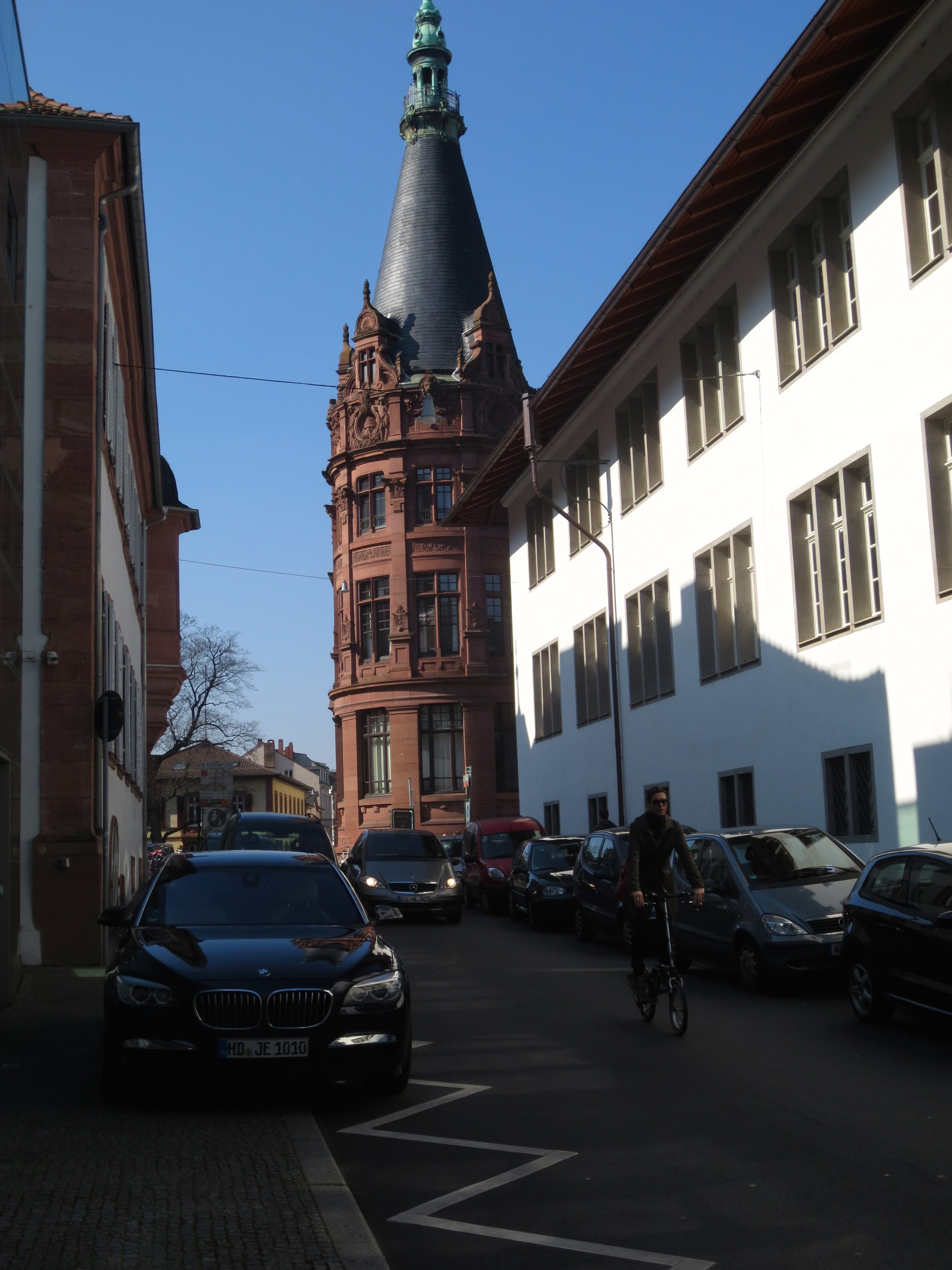
Blick von der Seminarstraße auf das Historische Seminar